# 110 (getal)
110 is het natuurlijke getal volgend op 109 en voorafgaand aan 111.

## In de wiskunde
110 is de som van drie opeenvolgende kwadraten, {\displaystyle 110=5^{2}+6^{2}+7^{2}}.
Honderdentien is een Harshadgetal.

## Overig
110 is ook:
- het jaar 110 v.Chr. of het jaar 110
- het atoomnummer van het scheikundig element Darmstadtium (Ds)
- 1-1-0, het alarmnummer om de politie te bereiken in Japan, Duitsland en China. Wordt ook gebruikt om de reddingsdiensten te bereiken in Noorwegen. In België werd het gebruikt als alarmnummer inzake vermiste kinderen (Child Focus) (nu 116000, in de hele EU)
- de leeftijd van Jozef waarop hij stierf (Bijbel, Genesis 50:26)
- de leeftijd van Jozua, zoon van Nun, waarop hij stierf (Bijbel, Jozua 24:29)
- het aantal zonen van Azgad, toen hij samen met Ezra terugkwam uit Babylon (Bijbel, Ezra 8:12)
- de TCP-poort die gebruikt wordt voor het POP3-e-mailprotocol
- een waarde uit de E-reeksen E24, E48, E96 en E192

Regel 110 (Engels: Rule 110) is de enige elementaire cellulaire automaat waarvan Turingvolledigheid is bewezen.
Sinds de Olympische Spelen van 1896 is de 110 meter horden een olympisch onderdeel.